# Guerra colonial

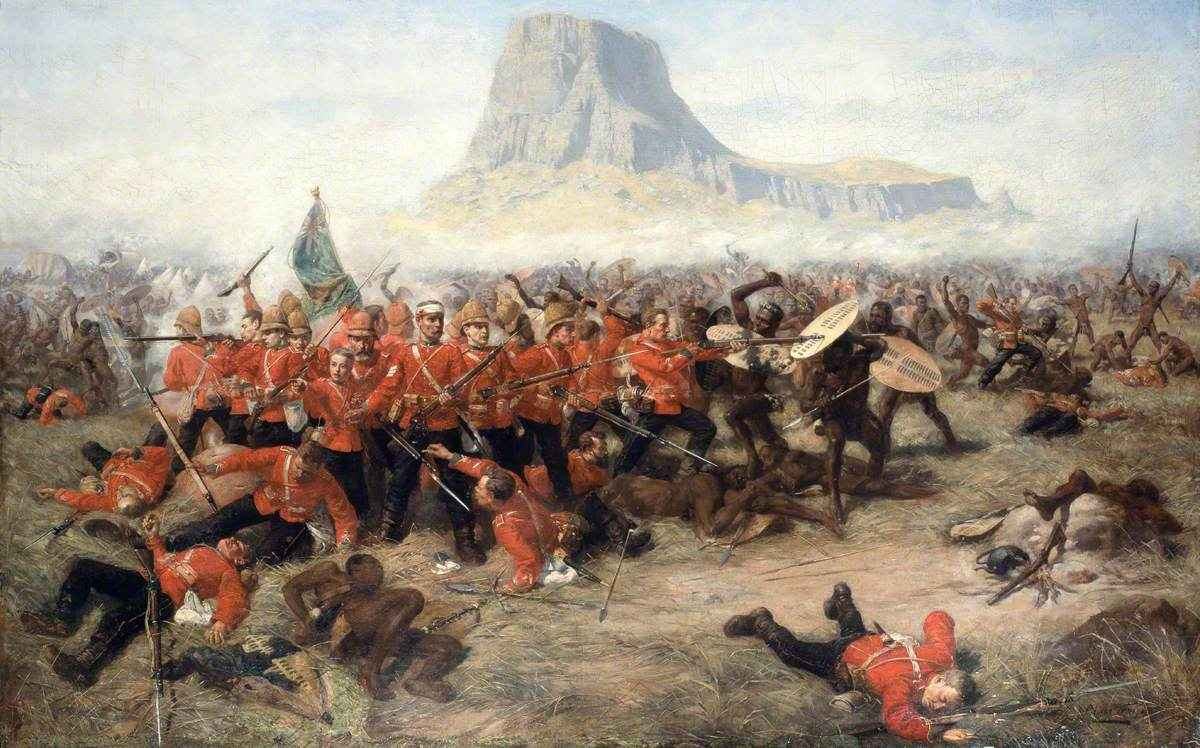
La batalla de Isandhlwana, por Charles Edwin Fripp. Guerra colonial entre británicos y zulúes.

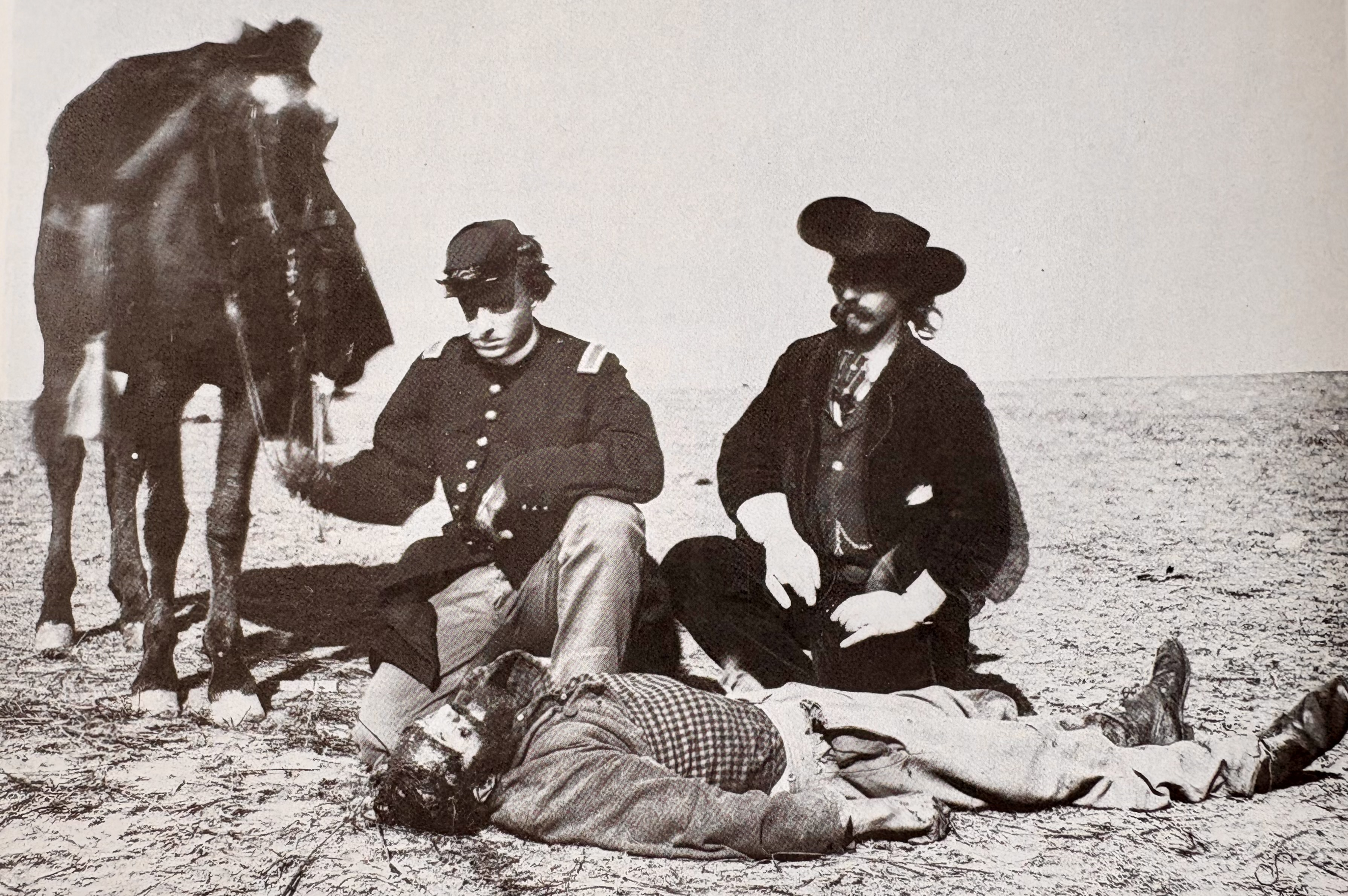
Soldados estadounidenses frente a un cadáver con la cabellera cortada por los indios. Fort Dodge, Kansas, 1868.

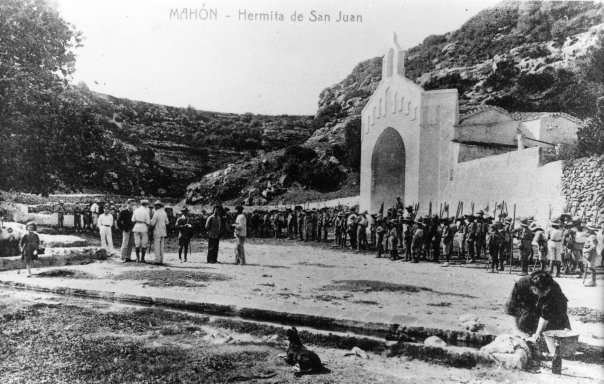
Tropas coloniales españolas preparadas para embarcar a la guerra de Cuba, 1898.

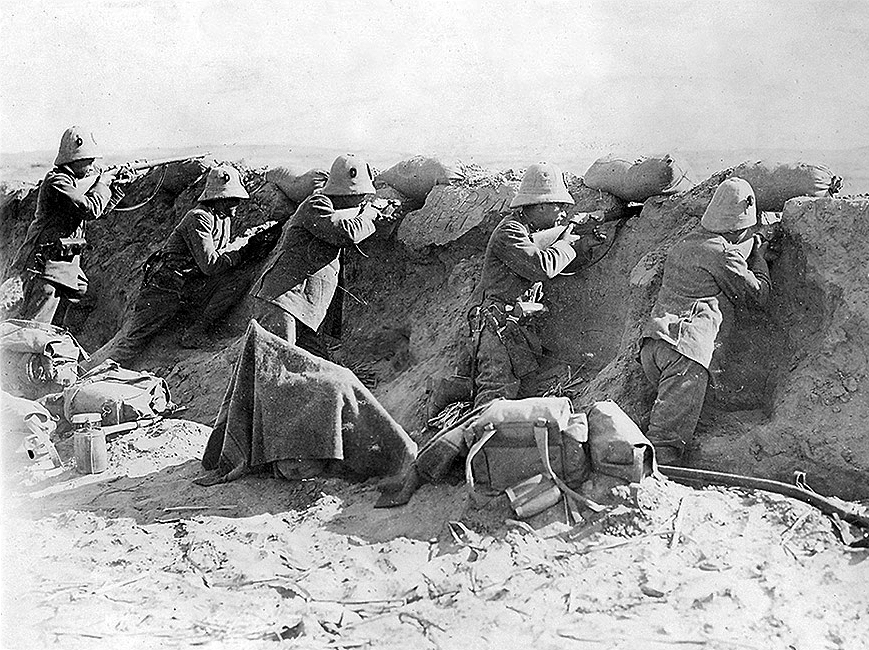
Tropas coloniales italianas luchando en una trinchera. Trípoli, 1911.

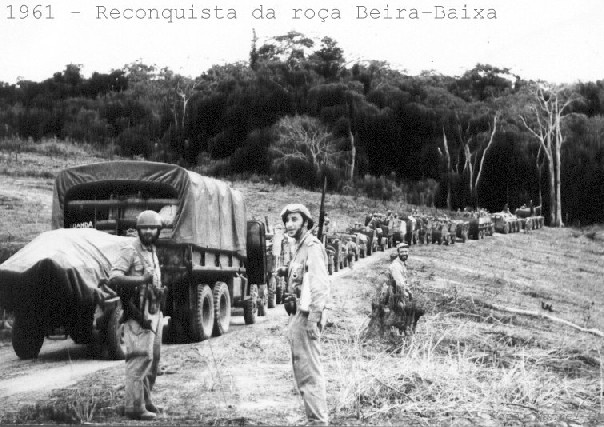
Columna de tropas coloniales portuguesas en Beira Baixa, 1961.

Las guerras coloniales son un tipo de conflicto bélico por la disputa del control de un territorio (la colonia) caracterizado por su inferior desarrollo. Los beligerantes pueden ser varias potencias coloniales que se disputan su control; o bien una de ellas (la metrópoli) frente a la población indígena. Estos conflictos entre colonia y metrópoli pueden ser también protagonizados por los colonos, es decir, por la población de origen metropolitano y no indígena, que adquiere conciencia de lo opuesto de sus intereses con su metrópoli (criollos en el caso de la América española). En cuanto al momento en el que se producen, se distinguen las guerras de conquista colonial, durante el periodo inicial de conquista y colonización (caracterizadas por el choque cultural entre dos civilizaciones, en el que la ventaja tecnológica está de parte del colonizador), de las revueltas coloniales, revueltas o rebeliones producidas posteriormente, cuando el dominio colonial ya se ha establecido (en las que la ventaja puede estar de parte del rebelde, identificado con el terreno y la población local, que suele recurrir a tácticas de insurgencia o guerrilla y que puede contar con apoyo de potencias enemigas del colonizador o haber incorporado la tecnología necesaria y factores ideológicos como el nacionalismo).

## Guerras coloniales en distintos periodos históricos
A pesar de la utilización del término "colonia" para las colonizaciones históricas del Mediterráneo en la Edad Antigua por griegos y fenicios, y de la conquista de territorios por imperios como el Egipcio, el Persa, el de Alejandro o el Romano; no es habitual el uso de la expresión "guerras coloniales" para designar conflictos como la Batalla de Qadesh, la Batalla de Alalia, la Revuelta de Jonia o las guerras púnicas.
La expansión europea que comienza en la era de los descubrimientos (finales del siglo XV y comienzos del XVI) impuso la posesión de colonias ultramarinas de las potencias coloniales de Europa Occidental, que formaron verdaderos imperios coloniales: en primer lugar Portugal (Imperio portugués) y España (Imperio español); posteriormente Países Bajos (Imperio neerlandés), Francia (Imperio colonial francés) e Inglaterra (Imperio británico).
Durante el siglo XVIII, los conflictos europeos, caracterizados por el mantenimiento del equilibrio continental (guerra de sucesión española, guerra de sucesión austriaca, guerra de los Siete Años), tuvieron su repercusión en las colonias.
Durante el siglo XIX, tras las guerras napoleónicas, el mantenimiento de la paz en Europa (a excepción de conflictos puntuales o periféricos -como el conflicto de los Balcanes-) desplazó la mayor parte de los enfrentamientos militares al espacio colonial, donde se daban enfrentamientos prácticamente continuos (especialmente en la época del imperialismo que puede fecharse entre 1870 y 1914 -desde las unificaciones alemana e italiana hasta la Primera Guerra Mundial-). La denominada carrera colonial, especialmente por el reparto de África, significó añadir a otras potencias europeas como potencias coloniales: Bélgica (Imperio belga), Alemania (Imperio alemán) o Italia (Imperio colonial italiano). Una potencia periférica europea como Rusia y potencias extraeuropeas como Estados Unidos y Japón desarrollaron su propia expansión colonial.
La descolonización comenzó a plantearse especialmente después de la Segunda Guerra Mundial, y en los lugares en que no se desarrolló de manera pacífica, se dio lugar a las llamadas guerras de independencia, guerras de liberación o guerras de descolonización.

## Tropas coloniales y ejército colonial
Con el nombre de "tropas coloniales" y "ejército colonial" se designan tanto a las tropas y ejércitos procedentes de la metrópoli como a las formadas en las colonias, bien entre los colonos (los de las Trece Colonias en la guerra franco-india de 1754-1763) o bien entre los indígenas (cipayos en la India británica, regulares en el Marruecos español).
Particularmente significativo es el modelo que representa la Legión Extranjera, en Francia y en España.